# Seka Aleksić
Svetlana Aleksić (Bosnisch: Светлана Алексић) (Zvornik, Socialistische Federale Republiek Joegoslavië (hedendaags Bosnië en Herzegovina), 23 april 1981) beter bekend onder haar pseudoniem Seka (Сека) is een Bosnische  zangeres. Ze zingt in het Bosnisch Servisch, met een 'ekavski' uitspraak. Toen de oorlog uitbrak in Bosnië is het gezin namelijk naar Servië gevlucht. Ze begon daar al vroeg met zingen en op te treden in diverse cafés. In 2002 was haar grote doorbraak als zangeres en werd ze bekend in Servië en volgde ook andere voormalig Joegoslavische deelrepublieken, zoals Bosnië.

## Discografie

### Albums
| Release | Album             |
| ------- | ----------------- |
| 2002    | Idealno tvoja     |
| 2003    | Balkan            |
| 2005    | Dođi i uzmi me    |
| 2007    | Kraljica          |
| 2010    | Slučajni Partneri |
| 2012    | LOM               |
| 2017    | KOMA              |